# Лаври (фільм)
«Лаври» (рос. Лавры) — радянський чорно-білий художній фільм, знятий 1972 року Володимиром Горпенком за сценарієм Павла Загребельного та Олександра Сацького на кіностудії ім. О. Довженка.
Прем'єра фільму відбулася 6 серпня 1973 року. Фільм переглянули 3,8 млн. глядачів.
Для прокату в Української РСР у 1972 році було створено україномовний дубляж на кіностудії ім. О. Довженка.

## Сюжет
Начальник цеху Леонід Ілліч Шляхтич вирішує провести модернізацію табору за десять днів, але виникають проблеми під час пуску. Незважаючи на протистояння начальника цеху Токової, Шляхтич знаходить вихід і досягає успіху.

## У ролях
- Едуард Марцевич ― Леонід Шляхтич
- Лесь Сердюк ― Токовий
- Сергій Плотніков
- Андрій Праченко
- Катерина Крупеннікова ― Зінаїда
- Ольга Науменко ― Аля
- Володимир Ємельянов ― директор заводу
- Володимир Нечепоренко
- Поліна Куманченко
- Степан Хацкевич

У зйомках фільму брали участь робітники Південнотрубного металургійного заводу м. Нікополь у Дніпропетровській області.

## Знімальна група
- Режисер: Володимир Горпенко
- Сценаристи: Павло Загребельний, Олександр Сацький
- Оператор: Сергій Лисецький
- Художник: Георгій Прокопець
- Звукорежисер: Андрій Грузов
- Композитор: Аврам Кофман, Юрій Цалюк

## Фестивалі
Фільм отримав диплом «За режисерський дебют» (В. Горпенко) та приз «За кращу операторську роботу» (С. Лисецький) на Республіканському кінофестивалі «Людина праці на екрані» у Жданові (1973).